# ベン・アレクサンダー (俳優)
ニコラス・ベントン・“ベン”・アレクサンダー3世（Nicholas Benton "Ben" AlexanderIII、1911年6月27日 - 1969年7月5日）は、アメリカ合衆国の俳優。1916年に子役として活動をしていた。

## 経歴

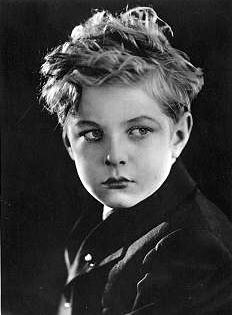
子役としてのアレクサンダー

1911年、ネバダ州にて誕生し、5歳の頃に子役として映画作品に出演しデビューを果たした。その後子役は引退していたが、『西部戦線異状なし』にて再度俳優としてデビュー。
1940年代後半には底抜けコンビのプログラムでの仕事をし、その後ラジオアナウンサーとして仕事をしていた。またラジオに出演しており、ブルー・ネットワークの作品に出演していた。
亡くなるまでの1953年頃から1969年までロサンゼルス北東部のハイランド・パークにて自動車販売店を経営しており、1959年にはサンフランシスコ支店が作られた。
1969年7月5日、キャンプ旅行から帰ってきた妻と子がロサンゼルスの自宅で心臓発作で倒れているのを発見、死亡が確認された。
ハリウッド・ウォーク・オブ・フェームには彼の名前が記されている。

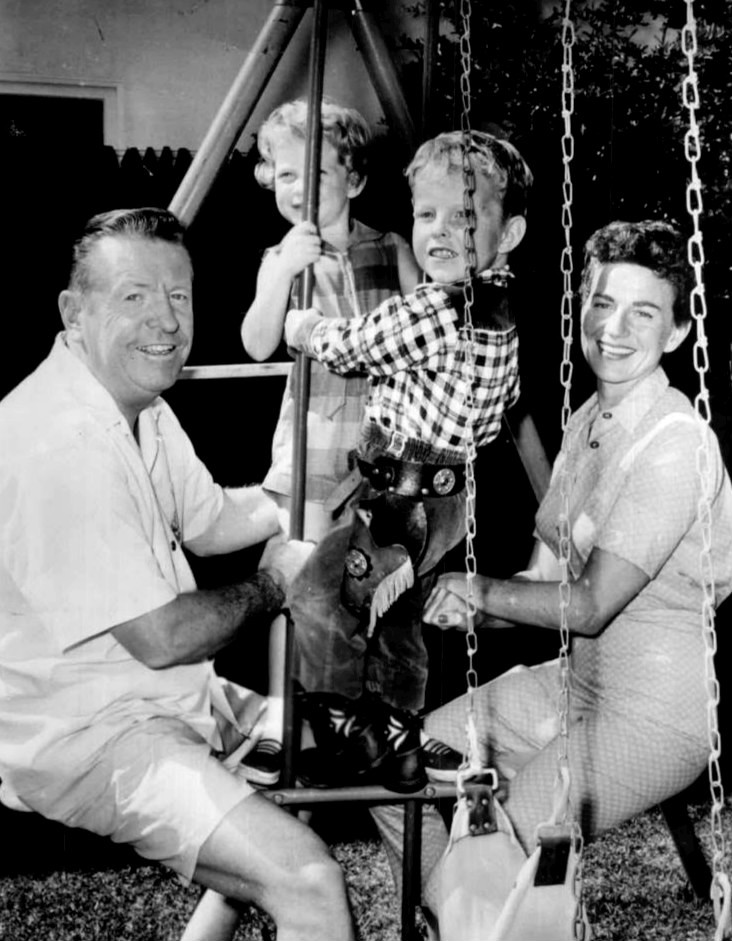
1961年、アレクサンダーとその家族

## 出演

### 映画
- 世界の心（英語版）（1918年）
- 縺れ糸（英語版）（1919年）
- ジョスリンの妻（英語版）（1919年）
- 有名なサンズ夫人（1920年）
- 子供の世界（英語版）（1923年）
- いとしの我児（英語版）（1923年）
- 楽天王ハム（英語版）（1924年）
- さすらいの人々（英語版）（1925年）
- 警鐘は響く（英語版）（1925年）
- 西部戦線異状なし（1930年）
- 米国撃滅艦隊（英語版）（1931年）
- 奈落の青空（1931年）
- 愛の貸家（英語版）（1931年）
- 鉄血士官校（英語版）（1932年）
- 消えゆく国境（英語版）（1932年）
- 新世紀（英語版）（1933年）
- 踊り子の母（英語版）（1933年）
- ある女の一生（英語版）（1934年）
- さらば海軍兵学校（英語版）（1935年）
- 本家・ドラグネット（英語版）（1954年）
- 悪魔に支払え!（英語版）（1957年）

### テレビドラマ
- 再現ファイル/捜査網（英語版）（1951年～1970年）
- フォード・ショー（英語版）（1957年1月24日）
- 怪鳥人間バットマン（1966年）
- 特捜刑事サム（英語版）（1966年）
- 弁護士ジャッド（英語版）（1969年）